# 邓灵娥
灵娥（1986年1月12日—），越南女舞蹈家。出生在俄罗斯莫斯科，父亲邓雄、母亲王灵都是著名舞蹈家，有一个弟弟。12岁时，灵娥前往中国学习舞蹈艺术。2008年，灵娥在国内舞台上开始舞蹈事业，并凭借作品《Sen》（译名：莲），《Vũ》（译名：舞）等获得许多奖项。2010年12月16日，灵娥在河内与公安部高级干部的儿子阮庆仲举行婚礼。2012年9月生下一个女儿灵灵。